# Dulcie September

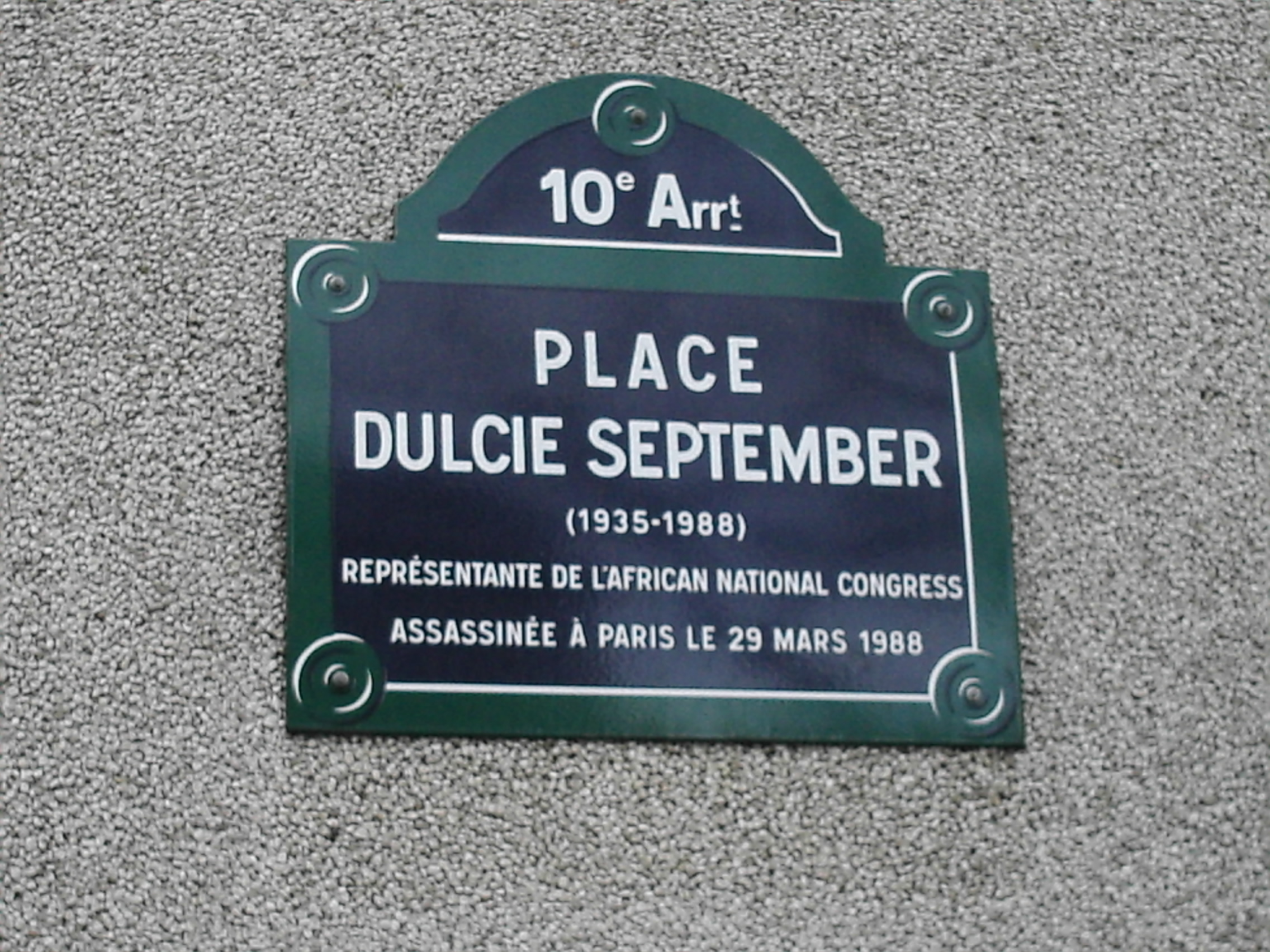
Targa della piazza a Parigi intitolata a Dulcie September

Dulcie Evonne September (Athlone, 20 agosto 1935 – Parigi, 29 marzo 1988) è stata un'attivista sudafricana anti-apartheid, fu assassinata a Parigi nel 1988.

## Biografia
Dulcie era la seconda figlia di Jakobus e Susan September, crebbe a Gleemore, un quartiere segregato della periferia di Città del Capo. Iniziò le scuole presso la Klipfontein Methodist Mission, per poi passare alla scuola superiore di Athlone. nel 1954, si iscrisse alla scuola per insegnanti Wesley Training School di Salt River e si diplomò nel 1955. Iniziò ad insegnare, prima alla scuola City Mission School di Maitland, poi alla Bridgetown East Primary School di Athlone nel 1956, e nel 1957 divenne membro del nuovo sindacato Cape Peninsula Students' Union (CPSU), affiliato all'Unity Movement of South Africa, che si proponeva di superare le divisioni razziali. Fece parte della sezione di Athlone della Teacher's League of South Africa (lega degli insegnanti del Sudafrica).

### Attivismo politico
Nel 1960, dopo il massacro di Sharpeville che scosse la coscienza del paese, September aderì al neo-formato sindacato African Peoples Democratic Union of Southern Africa (APDUSA), venendo eletta nel consiglio di tesoreria. Divenne un membro del gruppo di studio politico Yu Chi Chan Club, che si sciolse nel 1962, confluendo nel National Liberation Front (NLF) dal gennaio del 1963. Il 7 ottobre 1963, mentre si dedicava all'attivismo politico nel NLF, fu arrestata, mentre teneva una lezione nella scuola dove insegnava, e detenuta nella prigione di Roeland Street, definita, all'epoca, il buco nero di Città del Capo. Fu accusata, insieme ad altri nove attivisti, di cospirare per organizzare azioni di sabotaggio e incitamento alla violenza politica. Dopo mesi di processo, il 15 aprile 1964 fu emesso il verdetto. Gli furono inflitti cinque anni di prigione, durante i quali subì gravi abusi fisici e psicologici. Quando fu rilasciata, nell'aprile del 1969, il regime di Pretoria continuò a tenerla sotto controllo, imponendogli per altri cinque anni, un divieto a partecipare a qualsiasi attività politica e di insegnare e l'obbligo di firma giornaliera presso un ufficio di polizia giudiziaria. Non potendo insegnare si impiegò come portiere d'albergo. September si trasferì a Paarl presso sua sorella.
Nel 1973, avendo quasi completamente scontato la sua pena, September chiese di poter andare a lavorare all'estero, avendo ricevuto una richiesta dal Madeley College of Education dello Staffordshire. Partì il 19 dicembre 1973. In Inghilterra si impegnò nel movimento Anti-Apartheid e partecipò alle manifestazioni davanti all'ambasciata del Sudafrica a Trafalgar Square. In seguito, smise di insegnare e accetto un impiego nel personale dell'International Defence and Aid Fund for Southern Africa (un'organizzazione creata per sostenere le spese legali degli attivisti anti-aparthaid in Sudafrica, tra cui anche Nelson Mandela). Nel 1976 si iscrisse all'African National Congress (ANC) dove partecipò all'organizzazione della ANC Women's League (lega delle donne dell'ANC). Nel 1979, anno internazionale del bambino, fu eletta rappresentante delle donne dell'ANC a Londra. Per la fine del 1983, September fu nominata capo della rappresentanza dell'ANC in Francia, Svizzera e Lussemburgo.

### Morte
La mattina del 29 marzo 1988, September fu assassinata di fronte agli uffici dell'ANC di Parigi al quarto piano di un edificio di 28 di Rue des Petites-Écuries, mentre stava aprendo l'ufficio. Fu colpita cinque volte con una pistola con silenziatore calibro 22. Due mesi prima del suo assassinio, il rappresentante dell'ANC a Bruxelles, Godfrey Motsepe, fu oggetto di un attentato a cui sfuggì per caso.
Prima della sua morte stava investigando sul traffico di armi tra la Francia e il Sudafrica. Dopo la sua morte, Alfred Nzo, il segretario dell'ANC, commentò: "se c'era un bersaglio facile, Dulcie September era uno di questi."

## Eredità

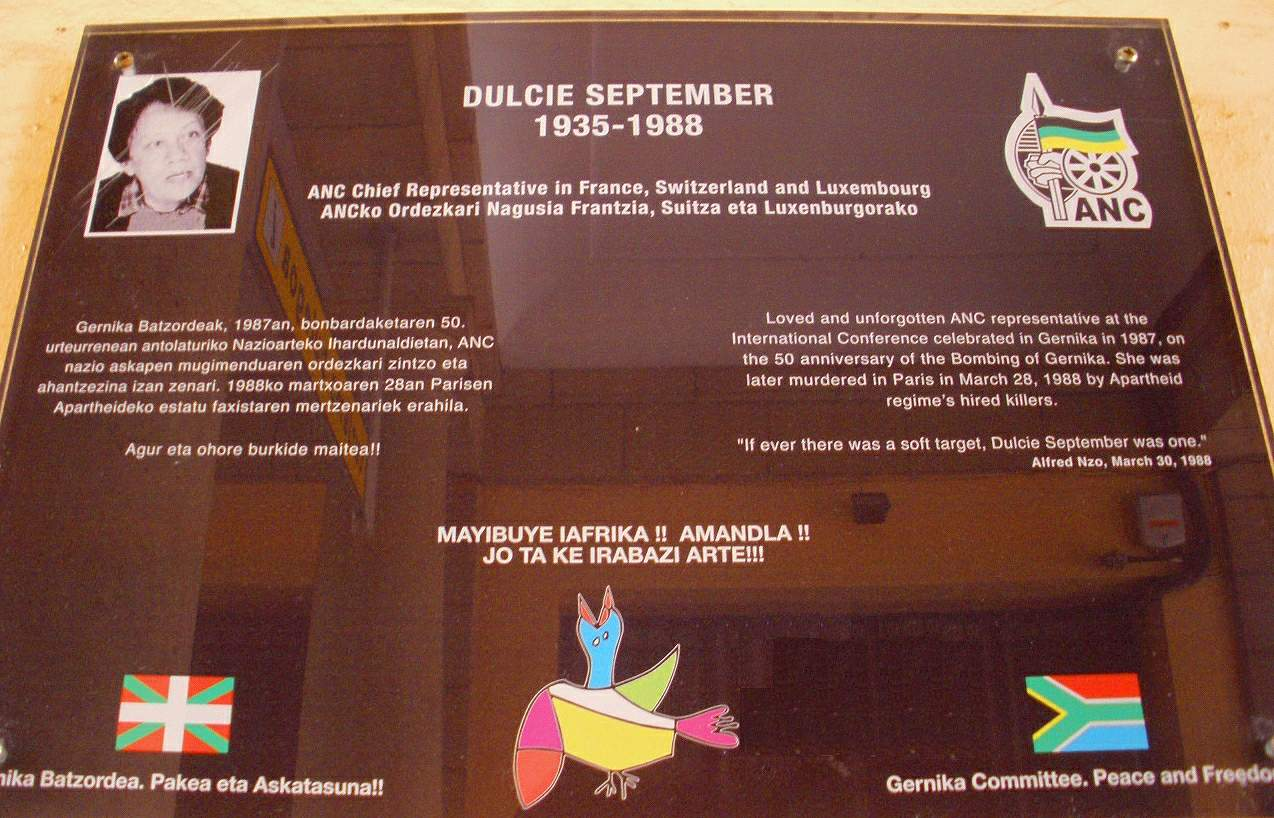
Targa in memoria di Dulcie September a Guernica

Il 14 luglio 1996 Nelson Mandela, in visita ufficiale a Parigi, le rese omaggio.
Una piazza del X arrondissement di Parigi è stata intitolata a Dulcie September, inaugurata il 31 marzo 1998, dieci anni dalla sua morte. Una via di Cléon, presso Rouen, gli è intitolata. Anche a Nantes c'è la piazza Dulcie September ed una scuola elementare a Évry porta il suo nome.
Jean-Michel Jarre gli ha dedicato una sua composizione nell'album del 1988 Revolutions.
Nell'agosto del 2010,  l'University of the Western Cape di Città del Capo ha istituito il premio Dulcie September Fellowship Awards per le scienze umane e sociali.